# Suleiman Bilali
Suleiman Bilali (født 5. juni 1978 i Nairobi) er en kenyansk amatørbokser, som konkurrerer i vægtklassen let-fluevægt. Bilali fik sin olympiske debut da han repræsenterede Kenya under Sommer-OL 2008. Her blev han slået ud i første runde af Winston Méndez Montero fra Den dominikanske republik i samme vægtklasse. Han har også to guldmedaljer fra de panafrikanske lege i 2003 og 2007.